# Liponsäure
Liponsäure, auch α-Liponsäure oder Alpha-Liponsäure (abgekürzt LA vom englischen lipoic acid oder ALA vom englischen alpha lipoic acid; anderer Name Thioctsäure) ist eine schwefelhaltige Fettsäure. In ihrer natürlichen (R)-Form kommt sie als Coenzym in den Mitochondrien fast aller Eukaryoten vor und spielt eine wichtige Rolle im Energiestoffwechsel. Die Salze der Liponsäure heißen Lipoate.

## Struktur und Isomerie
α-Liponsäure ist eine schwefelhaltige Fettsäure, wobei die beiden Schwefelatome in einer Ringstruktur miteinander verbunden sind. Die natürliche α-Liponsäure ist am (einzigen) stereogenen Zentrum (R)-konfiguriert; ihr Enantiomer ist (S)-konfiguriert.
| Isomere von Liponsäure |                                          |                             |
| Name                   | (R)-Liponsäure                           | (S)-Liponsäure              |
| Andere Namen           | D-Liponsäure (+)-Liponsäure Arliponsäure | L-Liponsäure (−)-Liponsäure |
| Strukturformel         |                                          |                             |
| CAS-Nummer             | 1200-22-2                                | 1077-27-6                   |
| CAS-Nummer             | 1077-28-7 (RS)                           |                             |
| EG-Nummer              | 638-752-2                                | 664-251-3                   |
| EG-Nummer              | 214-071-2 (unspez.)                      |                             |
| ECHA-Infocard          | 100.166.365                              | 100.190.488                 |
| ECHA-Infocard          | 100.012.793 (unspez.)                    |                             |
| PubChem                | 6112                                     | 445125                      |
| PubChem                | 864 (unspez.)                            |                             |
| DrugBank               | DB00166                                  | −                           |
| Wikidata               | Q27887203                                | Q21097956                   |
| Wikidata               | Q312229 (unspez.)                        |                             |

In der Natur sind nur die (R)-Liponsäure (Synonym D-Liponsäure) und ihre reduzierte Form, die Dihydroliponsäure (6,8-Dimercaptooctansäure), biologisch aktiv. Strukturanaloga mit sechs- oder mehrgliedrigen Ringen sind biologisch unwirksam.
Als Arzneistoff wird außer der (R)-Liponsäure (Freiname: Arliponsäure) auch das Racemat (RS)-Liponsäure [Synonyme:  DL-Liponsäure, (±)-Liponsäure] verwendet.

## Funktion

### Lipoylierung von Proteinen
α-Liponsäure ist als kovalent gebundener Cofaktor an 5 Redoxreaktionen im Menschen beteiligt:
| EC-Nummer    | Enzym                               | Gen  | Multienzymkomplex/-system                                   | Rolle des Multienzymkomplex/- systems             |
| ------------ | ----------------------------------- | ---- | ----------------------------------------------------------- | ------------------------------------------------- |
| EC 2.3.1.12  | Dihydrolipoyl-Transacetylase (E2)   | DLAT | Pyruvat-Dehydrogenase-Komplex (PDC)                         | Verbindung der Glykolyse mit dem Citratzyklus     |
| EC 2.3.1.61  | Dihydrolipoyl-Transsuccinylase (E2) | DLST | α-Ketoglutarat-Dehydrogenase-Komplex (OGDC)                 | Citratzyklusenzym                                 |
| EC 2.3.1.61  | Dihydrolipoyl-Transsuccinylase (E2) | DLST | 2-Oxoadipat-Dehydrogenase-Komplex (OADHC)                   | Lysin-, Tryptophan- und Hydroxylysin-Abbau        |
| EC 2.3.1.168 | Dihydrolipoyl-Transacylase (E2)     | DBT  | Verzweigtkettige-α-Ketosäuren-Dehydrogenase-Komplex (BCKDC) | Leucin-, Isoleucin- und Valin-Abbau               |
|              | H-Protein                           | GCSH | Glycine-Cleavage-System (GCS)                               | Glycin- und Serin-Stoffwechsel, Folatstoffwechsel |

Liponsäure ist als Cofaktor – mit Ausnahme Glycine-Cleavage-Systems – auf die Familie der Multienzymkomplexe der α-Ketosäure-Dehydrogenasen spezialisiert. Die Lipoylgruppe überträgt Acylgruppen in α-Ketosäuren-Dehydrogenase-Komplexen, und die Methylamingruppe im Glycine-Cleavage-System. Als Bestandteil des Pyruvat-Dehydrogenase-Komplexes der Mitochondrien, dem Verbindungsglied zwischen Glykolyse und Citratzyklus und dem α-Ketoglutarat-Dehydrogenase-Komplex im Citratzyklus, spielt sie eine wichtige Rolle im Energiestoffwechsel. Mit ihrer reduzierten Form Dihydroliponsäure bildet α-Liponsäure ein biochemisches Redoxsystem.

### Antioxidans
α-Liponsäure ist ein Radikalfänger und starkes Antioxidans, das im Körper verbrauchte Antioxidantien wie Vitamin C, Vitamin E, Coenzym Q10 oder Glutathion regenerieren kann.

## Krankheiten
Bei der Stoffwechselerkrankung der kombinierten Malon- und Methylmalonazidurie (CMAMMA) aufgrund von ACSF3 ist die mitochondriale Fettsäuresynthese (mtFAS) gestört, welche die Vorgängerreaktion der Liponsäurebiosynthese darstellt. Die Folge ist ein verringerter Lipoylierungsgrad bei wichtigen mitochondrialen Enzymkomplexen, wie des Pyruvate-Dehydrogenase-Komplexes und α-Ketoglutarat-Dehydrogenase-Komplexes. Eine Supplementierung mit Liponsäure kann die mitochondriale Funktion nicht wiederherstellen.

## Verwendung
α-Liponsäure wird seit 1966 in Deutschland als Arzneistoff zur Behandlung von Lebererkrankungen und bei peripheren Polyneuropathien eingesetzt.
In der Chelat-Therapie kann α-Liponsäure bei Vergiftung mit anorganischen Quecksilberverbindungen eingesetzt werden. Im Gegensatz zu anderen Chelatbildnern wie DMSA oder DMPS kann Liponsäure in alle Bereiche des zentralen und peripheren Nervensystems eindringen, kann insbesondere die Blut-Hirn-Schranke passieren. Ihre Wirksamkeit zu diesem Zweck beruht vor allem auf ihrer reduzierten Form Dihydroliponsäure, einem Dithiol, das starke antioxidative Eigenschaften besitzt und Chelatbindungen eingehen kann. Die Ausscheidung dieser Komplexe erfolgt fast ausschließlich über die Gallenwege.
α-Liponsäure wirkt als Antidot bei Vergiftungen mit Amanita-Pilzen.
Wegen ihrer antioxidativen Wirkung wird α-Liponsäure auch als Nahrungsergänzungsmittel (NEM) angeboten. Eine Warnung zur Höchstmenge diesbezüglicher NEMs gibt es nicht, die tägliche Einnahme von 0,6 mg pro Kilogramm Körpergewicht betrachtet die Bayerische Kontrollbehörde für Lebensmittelsicherheit und Veterinärwesen als unbedenklich. Eine Überdosierung (z. B. bei 50 bis 100 mg pro kg KW) kann zu Toxizitäten führen: zunächst psychomotorische Unruhe oder Bewusstseinstrübung, später treten generalisierte Krampfanfälle und Hypoglykämien auf, bei massiven Überdosierungen besteht die Gefahr für Schock.
Für eine behauptete Wirkung gegen das Fortschreiten von Demenz des Alzheimer-Typus fehlen aussagekräftige Belege, es ist daher nicht bekannt, ob α-Liponsäure die Krankheit abmildern oder sogar davor zu schützen vermag.

## Handelsnamen
Monopräparate
Alpha-Lipogamma (D), Alpha-Lipon STADA (D), Alpha-Vibolex (D), Biomo-Lipon (D), espa-lipon (D), Liponsäure-ratiopharm (D), Neurium (D), Pleomix-Alpha (D), Sana Alpha-Liponsäure (D), Thioctacid (D, A), Thiogamma (D), Tromlipon (D), Vitatrans (D), Alpha-Lipon AL (D), Alpan (D), Unilipon (D).